# Pinzolo
Pinzolo is een gemeente in de Italiaanse provincie Trente (regio Trentino-Zuid-Tirol) en telt 3059 inwoners (31-12-2004). De oppervlakte bedraagt 69,4 km², de bevolkingsdichtheid is 44 inwoners per km².
De volgende frazioni maken deel uit van de gemeente: Madonna di Campiglio, S. Antonio di Mavignola.

## Demografie
Pinzolo telt ongeveer 1203 huishoudens. Het aantal inwoners steeg in de periode 1991-2001 met 2,6% volgens cijfers uit de tienjaarlijkse volkstellingen van ISTAT.
| Jaar | Inwoneraantal |
| ---- | ------------- |
| 1991 | 2974          |
| 2001 | 3052          |

## Geografie
De gemeente ligt op ongeveer 770 m boven zeeniveau.
Pinzolo grenst aan de volgende gemeenten: Mezzana, Commezzadura, Dimaro, Ossana, Pellizzano, Ragoli, Giustino, Carisolo, Caderzone, Stenico.